# قائمة بطاركة الإسكندرية للروم الأرثوذكس
يحمل بطريرك الإسكندرية للروم الأرثوذكس لقب بابا وبطريرك الإسكندرية وكل إفريقيا.
تحتوي القائمة التالية على بطاركة الروم الأرثوذكس بالإسكندرية .

## رؤساء الاسكندريه قبل مجمع خلقيدونيه

### رؤساء الأساقفة
1. مرقس الإنجيلي (43-68)
2. أنيانوس (68-82)
3. ميليوس (83-95)
4. كردونوس (96-106)
5. ابريموس (106-118)
6. يسطس (118-129)
7. أومانيوس (131-141)
8. مركيانوس (142-152)
9. كلاديانوس (152–166)
10. اغربينوس (167-178)
11. يوليانوس (178–189)
12. ديمتريوس الأول (189-232)
13. ياراكلاس (232-248)
14. ديونيسيوس (248-264)
15. مكسيموس (265 - 282)
16. ثاؤنا (282-300)
17. بطرس الأول (300-311)
18. أرشيلاوس (312-313)

### البطاركة
في 325 ، منح القانون السادس للمجمع المسكوني الأول للإسكندرية الولاية على جميع محافظات مصر .
19. ألكسندروس الأول (313-326) وقت المجمع المسكوني الأول
- شاغر (326-328)

20.  أثناسيوس الأول (328-339) خدم شماسًا للمجمع المسكوني الأول . أصبح بابا الإسكندرية
- غريغوريوس الكبادوكي (339-346) ، بطريرك أريوسي ؛ لم يتم قبوله من قبل أتباع عقيدة نيقية (وبالتالي لم يقبل من قبل الكنيسة القبطية الأرثوذكسية أو البيزنطية الأرثوذكسية أو الكاثوليكية ).
- أثناسيوس الأول (346-373) (أعيد الي كرسيه)

21.  بطرس الثاني (373-380)
- لوسيوس الإسكندري (373-377) ، عريان نصبه الإمبراطور ولم يعترف به أتباع نيقية العقيدة

22. تيموثاوس الأول (380-385) وقت المجمع المسكوني الثاني
23. ثيوفيلس الأول (385-412)
24. كيرلس الأول (412-444) وقت المجمع المسكوني الثالث
25. ديسقورس الأول (444-451) المجمع المسكوني الرابع وقع الانشقاق بين الأرثوذكسية المشرقية والشرقية الأرثوذكسية - اطيح بديسقورس من قبل مجمع خلقيدونية

## بطاركة الإسكندرية للروم الأرثوذكس بعد خلقيدونية
26. بروتيريوس (451-457)
- شاغر (457-460)

27. تيموثاوس الثالث سالوفاكيولوس (460-475)
- شاغر (475-477)
- تيموثاوس الثالث سالوفاكيولوس (477-482) (أعيد الي كرسيه)

28. يوحنا تالاياس (482)
- شاغر (482-536) [2]

29. غيناس (536-537)
30. بولس (537-542)
31. زويلوس (542-551)
32. أبوليناريوس (551-569)
33.  يوحنا الرابع (569-579)
- شاغر (579-581)

34. أولوجيوس الأول (581-608)
35. ثيودور الأول (608-610)
36. يوحنا الخامس الرحيم (610-621)
37. جورج الأول (621-630)
38. المقوقس (631-641) وقت دخول الإسلام الي مصر
- شاغر (641-642)

39. بطرس الرابع (642-651)
- ثيودور الثاني

40. بطرس الخامس
41. بطرس السادس
- ثيوفيلاكتوس
- أونوبسوس

42. كوزماس الأول (727-768)
43. بوليتيانوس (768-813)
44. أوستاتيوس (813-817)
45. كريستوفر الأول (817-841)
46. صفرونيوس الأول (841–860)
47. مايكل الأول (860–870)
48. مايكل الثاني (870-903)
- شاغر (903-907)

49. كريستودولوس (907-932)
50. سعيد بن البطريق (أوتيخيوس) (932-940)
51. صفرونيوس الثاني (941)
52. إسحاق (941-954)
53. أيوب (954-960)
- شاغر (960-963)

54. إلياس الأول (963-1000)
55. أرسينيوس (1000-1010)
56. ثيوفيلوس (1010-1020)
57. جورج الثاني (1021-1051)
58. ليونتيوس (1052-1059)
59. الإسكندر الثاني (1059-1062)
60. يوحنا السادس كودوناتوس (1062-1100)
- أولوجيوس الثاني (1100-1117)

61. كيرلس الثاني (1100–)
62. سبّاس (1117–)
- ثيودوسيوس الثاني (–1137)

63. صفرونيوس الثالث (1137-1171)
64. إلياس الثاني (1171-1175)
65. اليثريوس (1175-1180)
66. مرقس الثالث (1180-1209)
67. نيقولا الأول (1210–1243)
68. غريغوريس الأول (1243–1263)
69. نيقولا الثاني (1263–1276)
70. أثناسيوس الثالث (1276–1316)
71. غريغوريس الثاني (1316–1354)
72. غريغوريس الثالث (1354–1366)
73. نيفون (1366–1385)
74. مرقس الرابع (1385-1389)
75. نيقولا الثالث (1389–1398)
76. غريغوريس الرابع (1398-1412)
77. نيقولا الرابع (1412-1417)
78. أثناسيوس الرابع (1417-1425)
79. مرقس الخامس (1425-1435)
80. فيلوثيوس (1435–1459)
81. مرقس السادس (1459-1484)
82. غريغوريس الخامس (1484-1486)
83. يواكيم باني (1486-1567)
شاغر (1567-1569)
84. سيلفستر (1569-1590)
85. ميليتيوس الأول (1590–1601)
86. كيرلس الثالث لوكاريس (1601–1620)
87. جيراسيموس الأول سبارتاليوتس (1620–1636)
88. ميتروفانوس كيريتكوبولوس (1636–1639)
89. نيسفوروس (1639–1645)
90. جوانيسيوس (1645–1657)
91. بايسيوس (1657–1678)
92. بارثينيوس الأول (1678–1688)
93. جيراسيموس الثاني بالادا (1688 - 1710)
94. صموئيل كاباسوليس ( 1710-1712 )
95. كوزماس الثاني (1712-1714)
- صموئيل (تم أعادته لكرسيه) (1714-1723)
- كوزماس الثاني (تم أعادته لكرسيه) (1723-1736)

96. كوزماس الثالث (1737-1746)
97. ماثيو بسالتيس (1746-1766)
98. كبريان (1766-1783)
99. جيراسيموس الثالث جيماريس (1783-1788)
100. بارثينيوس الثاني بانكوستاس (1788-1805)
101. ثيوفيلوس الثالث بانكوستاس (1805-1825)
102. هيروثيوس الأول (1825–1845)
103. أرتميوس (1845-1847)
104. هيروثيوس الثاني (1847-1858)
105. كالينيكوس (1858-1861)
106. يعقوب (1861-1865)
107. نيكانور (1866-1869)
108. صفرونيوس الرابع (1870-1899)
109. فوتيوس (1900-1925)
110. ميليتيوس الثاني ميتاكساكيس (1926-1935)
111. نيقولا الخامس (1936-1939)
112. كريستوفر الثاني (1939-1966)
- شاغر (1966-1968)

113. نيقولا السادس (1968-1986)
114. بارثينيوس الثالث (1986-1996)
115. بطرس السابع (1997-2004)
116. ثيودور الثاني (2004 إلى الوقت الحاضر)